# Melanolophia azenioides
Melanolophia azenioides är en fjärilsart som beskrevs av Claude Herbulot 1988. Melanolophia azenioides ingår i släktet Melanolophia och familjen mätare. Inga underarter finns listade i Catalogue of Life.